# 프라이트 나이트 (영화)
《프라이트 나이트》(영어: Fright Night)는 2011년 공개된 미국의 초자연 공포 영화이다. 1985년 동명 영화의 리메이크작이다.
2013년 속편 《프라이트 나이트 2: 뉴 블러드》(Fright Night 2: New Blood)가 DVD, 블루레이, 디지털 HD로 출시되었다.

## 줄거리
네바다주 라스베이거스 교외에 사는 고등학교 졸업반 찰리는 새로 이사를 온 이웃 제리와 알게 된다. 절친 에드가 제리가 흡혈귀라고 주장하자 찰리는 미쳤냐며 일축하고 화를 낸다. 에드가 제리의 유혹에 넘어가 흡혈귀가 되고 나서야 찰리는 에드의 주장이 사실이었음을 알게 된다. 자신이 직접 제리를 해결하기로 결심한 찰리는 흡혈귀 전문가인 마술사 피터에게 도움을 청한다.

## 출연진
- 안톤 옐친
- 콜린 패럴
- 크리스토퍼 민츠플라스
- 데이비드 테넌트
- 이머전 푸츠
- 토니 콜렛
- 데이브 프랭코
- 윌 덴턴
- 리드 유잉
- 리사 로브
- 그레이스 핍스
- 디 브래들리 베이커
- 크리스 서랜던
- 첼시 터바레스

## 기타 제작진
- 배역: 앨리슨 존스
- 미술: 리처드 브리질런드 피츠제럴드
- 세트: K.C. 폭스
- 의상: 수전 매서슨
- 헤어: 조디 셰퍼
- 제작 관리: 대런 디미트리, 로버트 오티즈
- 조감독: 케빈 블랙, 스티브 댄턴, 저넬 새멀먼, 채드 색스턴